# Nuerové (film)
Nuerové je etnografický film, který vytvořil antropolog a filmař Robert Gardner ve spolupráci v filmařkou Hilary Harrisovou pro instituci The Film Study Center při Harvard University. Film vznikl jako součást většího projektu, v němž vznikl i další dokument Rivers of Sand v roku 1973. Předmětem filmu je kmen Nuerů, pastýřů dobytka, kteří žijí v údolí Nilu na území jižního Súdánu a severní Etiopie. Film zachycuje Nuerskou každodennost, spjatou s chovem dobytka a psychologické vazby uvnitř samotné společnosti.